# Macrobrachium felicinum
Macrobrachium felicinum är en kräftdjursart som beskrevs av Lipke Bijdeley Holthuis 1949. Macrobrachium felicinum ingår i släktet Macrobrachium och familjen Palaemonidae. Inga underarter finns listade i Catalogue of Life.